# Salomón Wbias
Salomón Wbias Nava (9 de marzo de 1996, Ciudad de México, Distrito Federal) es un futbolista mexicano que juega como defensa central y actualmente se encuentra Sin Equipo.

## Trayectoria

### CF Pachuca
Salomón Wbias, defensa central, juega en los Tuzos de Pachuca desde la categoría Sub-15 defendiendo al conjunto hidalguense en dos ediciones del Torneo de Fuerzas Básicas Sub-15 de la Liga Bancomer MX, también jugó en la sub-17 de Pachuca, actualmente fue promovido al equipo de Alto Rendimiento Tuzo.

### Orange County SC
El 2 de febrero de 2017, el CF Pachuca confirma el préstamo de Wbias al Orange County SC de la USL.

## Selección nacional

### Sub-17
Disputó el Campeonato Sub-17 de la Concacaf de 2013, donde jugó cinco partidos y logró anotar dos goles ayudando así a que la Selección Mexicana Sub-17 lograra el pase a la Copa Mundial de Fútbol Sub-17 de 2013
Disputó la Copa Mundial de Fútbol Sub-17 de 2013, donde jugó dos juegos y quedándose con el subcampeonato al perder con Nigeria en la final.

### Participaciones en la Copa del Mundo
| Torneo                                | Categoría              | Sede       | Resultado | Partidos | Goless |
| ------------------------------------- | ---------------------- | ---------- | --------- | -------- | ------ |
| Copa Mundial de Fútbol Sub-17 de 2013 | Emiratos Árabes Unidos | Subcampeón | 2         | 0        |        |

### Estadísticas
| Club                            | Div.          | Temporada     | Liga nacional(1) | Liga nacional(1) | Liga nacional(1) | Copas nacionales(2) | Copas nacionales(2) | Copas nacionales(2) | Torneos internacionales(3) | Torneos internacionales(3) | Torneos internacionales(3) | Total | Total | Total  | Media goleadora |
| Club                            | Div.          | Temporada     | Part.            | Goles            | Asist.           | Part.               | Goles               | Asist.              | Part.                      | Goles                      | Asist.                     | Part. | Goles | Asist. | Media goleadora |
| ------------------------------- | ------------- | ------------- | ---------------- | ---------------- | ---------------- | ------------------- | ------------------- | ------------------- | -------------------------- | -------------------------- | -------------------------- | ----- | ----- | ------ | --------------- |
| Orange County Estados Unidos    | 2.ª           | USL 2017      | 15               | 0                | 0                | 2                   | 0                   | 0                   | 0                          | 0                          | 0                          | 17    | 0     | 0      | 0,0             |
| Orange County Estados Unidos    | 2.ª           | Total club    | 15               | 0                | 0                | 2                   | 0                   | 0                   | 0                          | 0                          | 0                          | 17    | 0     | 0      | 0,0             |
| Orange County Estados Unidos    | Total carrera | Total carrera | 15               | 0                | 0                | 2                   | 0                   | 0                   | 0                          | 0                          | 0                          | 17    | 0     | 0      | 0,0             |
| (1)Incluye datos de la Copa MLS |               |               |                  |                  |                  |                     |                     |                     |                            |                            |                            |       |       |        |                 |

## Palmarés

### Campeonatos internacionales
| Título                           | Club   | País   | Año  |
| -------------------------------- | ------ | ------ | ---- |
| Campeonato Sub-17 de la Concacaf | México | Panamá | 2013 |